# Amblyceps apangi
Amblyceps apangi és una espècie de peix de la família dels amblicipítids i de l'ordre dels siluriformes.

## Hàbitat
És un peix d'aigua dolça i de clima tropical.

## Distribució geogràfica
Es troba a Àsia: conca del riu Brahmaputra a l'Índia.